# Malédiction de Tecumseh
Malédiction de Tecumseh (en anglais : Curse of Tecumseh), malédiction de Tippecanoe (Curse of Tippecanoe) et malédiction présidentielle des 20 ans (20 Year Presidential Curse) sont des expressions désignant une supposée malédiction selon laquelle tout président des États-Unis élu lors d'une année divisible par 20, meurt au cours de son mandat. Depuis l'élection présidentielle de 1840 jusqu'à celle de 1960, tous les présidents élus lors d'une année divisible par 20 sont morts en fonction : William Henry Harrison (élu en 1840), Abraham Lincoln (1860), James A. Garfield (1880), William McKinley (1900), Warren G. Harding (1920), Franklin D. Roosevelt (1940) et John F. Kennedy (1960).
Mais Ronald Reagan (élu en 1980) , bien que gravement blessé lors d'une tentative d'assassinat, George W. Bush (2000) et Joe Biden (2020) ont achevé leurs mandats. Avant 1840, Thomas Jefferson (1800) et James Monroe (1820) ont également achevé leur mandat.
L'origine des noms remonte à la conquête de l'Ouest  et à la bataille de Tippecanoe en 1811 avant laquelle le futur président William Henry Harrison avait soudoyé des Amérindiens provoquant la fureur du chef des Shawnees, Tecumseh. Cette malédiction fut popularisée au début des années 1930.

## La malédiction
La malédiction de Tecumseh, d'abord largement rapportée dans un Ripley's Believe It or Not! en 1931, commence avec le décès de William Henry Harrison, qui meurt en 1841 après avoir été élu en 1840. Lors des 120 années suivantes, les présidents élus pendant des années se terminant par zéro sont morts alors qu'ils étaient en fonction, de William Henry Harrison  à John F. Kennedy (élu en 1960, mort en 1963). La mort de Zachary Taylor des suites d'une gastro-entérite maligne ne correspond pas à cette série. Bien qu'il soit mort en 1850, son élection eut lieu en 1848, ce qui l'exclut de cette « malédiction ».

### Origine
Le nom de « malédiction de Tecumseh » remonte à la bataille de Tippecanoe en 1811. William Henry Harrison, alors gouverneur du Territoire de l'Indiana, soudoie des Amérindiens pour qu'ils cèdent leurs terres au gouvernement des États-Unis et leur distribue du whiskey, ce qui cause chez les indigènes un alcoolisme rampant. Ces actes hostiles causent la colère du chef des Shawnees, Tecumseh (Tekoomsē : « Étoile filante »,) puis conduisent les troupes gouvernementales et les Amérindiens au seuil d'une guerre. Tecumseh et son frère organisent un groupe de défense des tribus indiennes afin de résister à l'expansion des Blancs vers l'ouest. En 1811, Harrison attaque le village de Tecumseh, le long de la rivière Tippecanoe, et l'emporte sur celui que l'on nomme parmi les siens, le « Prophète ». Cette action d'éclat vaudra à Harrison la gloire et le surnom de « Old Tippecanoe ». La réputation de Harrison se trouvera ensuite également renforcée grâce à sa victoire sur les Britanniques lors de la bataille de la rivière Thames lors de la Guerre de 1812. On raconte que le « Prophète » aurait alors invoqué une malédiction contre Harrison et les futurs locataires de la Maison-Blanche

## Couverture médiatique
Après sa couverture par le Ripley, en 1931, la polémique refit surface à l'approche de l'élection qui allait se tenir lors d'une année concernée par la malédiction. Une bande dessinée de la série Strange As it Seems de John Hix, parut avant le jour de l'élection en 1940, sous le titre de Curse Over The White House !. Une liste allant de Harrison en 1840 jusqu'à Harding en 1920 précédait un sinistre « Roosevelt 1940 » suivie d'une note disant « au cours des 100 dernières années, tous les présidents élus à un intervalle de vingt années moururent en exercice ! » Ed Koterba, un chroniqueur d'Assignment Washington, fit à nouveau référence au sujet en 1960.
À l'approche de 1980, la malédiction était suffisamment connue des Américains pour qu'ils se demandent si le vainqueur de l'élection allait subir le sort de ses prédécesseurs. La Library of Congress mena une étude dans le courant de l'été 1980 sur l'origine de la légende et conclut que « bien que l'histoire soit de notoriété publique depuis des années, il n'existe aucune source ou document publié à son sujet ». Alors qu'il faisait campagne en 1980, on questionna Jimmy Carter à propos de la malédiction lors d'un meeting à Dayton le 2 octobre. Alors qu'il répondait aux questions du public, Carter répondit, « Je n'ai pas peur. Si j'étais persuadé que cela allait arriver, je persisterais à vouloir rester président et ferais de mon mieux des derniers jours qu'il me resterait à vivre ».

## Présidents élus une année divisible par 20 et ayant achevé leurs mandats
Après son élection en 1980, Ronald Reagan ne mourut pas en exercice et acheva ses deux mandats, bien qu'il ait été sérieusement blessé par balle lors d'un attentat en 1981 quelques mois après sa prestation de serment. Quelque temps après, le chroniqueur, Jack Anderson, écrivit Reagan and the Eerie Zero Factor et remarqua que le quarantième président avait démenti la superstition ou qu'il était doué de neuf vies. John Hinckley, Jr. qui avait tenté d'assassiner Reagan fut reconnu irresponsable de ses actes, par le jury, en raison d'une maladie mentale mais il n'existe aucune preuve qu'il ait été motivé par une quelconque croyance en la malédiction. En outre, chaque président depuis Richard Nixon fut victime d'une tentative d'assassinat, y compris George W. Bush en 2005  lors d'une visite en Georgie où  Vladimir Arutyunian (en) lança une grenade vers la tribune où il se trouvait avec le président georgien.
Avant 1840, Thomas Jefferson (1800) et James Monroe (1820) ont respectivement survécu 17 et 6 ans après la fin de leur mandat.

## Liste des présidents élus une année divisible par 20
| Élection | Président              | Mandat lors du décès                    | Cause du décès                                                                  | Date du décès   |
| 1840     | William Henry Harrison | Premier                                 | Pneumonie                                                                       | 04-4-1841       |
| 1860     | Abraham Lincoln        | Second                                  | Assassiné                                                                       | 15-4-1865       |
| 1880     | James A. Garfield      | Premier                                 | Assassiné                                                                       | 19-9-1881       |
| 1900     | William McKinley       | Second                                  | Assassiné                                                                       | 14-9-1901       |
| 1920     | Warren G. Harding      | Premier                                 | Incertaine : attaque cardiaque, accident vasculaire cérébral, ou empoisonnement | 02-8-1923       |
| 1940     | Franklin D. Roosevelt  | Quatrième                               | Hémorragie intracérébrale                                                       | 12-4-1945       |
| 1960     | John F. Kennedy        | Premier                                 | Assassiné                                                                       | 22-11-1963      |
| 1980     | Ronald Reagan          | n'est pas mort lors d'un de ses mandats | Tentative d'assassinat - blessé mais non tué                                    | 05-6-2004       |
| 2000     | George W. Bush         | n'est pas mort lors d'un de ses mandats | Tentative d'assassinat - non blessé                                             | Toujours vivant |
| 2020     | Joe Biden              | n'est pas mort                          | -                                                                               | Toujours vivant |